# Batalla de Goito
La batalla de Goito va ser un episodi de la primera guerra d'independència italiana. Va tenir lloc el 30 de maig de 1848, quan l'exèrcit austríac comandat pel general Radetzky va ser rebutjat mentre intentava desallotjar el primer Cos de l'exèrcit sard de les posicions que tenia per protegir els ponts sobre el Mincio, al poble de Goito a aproximadament 20 km al nord-oest de Màntua. Víctor Manuel II, rei d'Itàlia, va ser lesionat a la cuixa per un tret.